# Buddy Van Horn
Per il personaggio immaginario Jason "Buddy" van Horn, vedi Baby Driver - Il genio della fuga.
Wayne Van Horn, detto Buddy (Los Angeles, 20 agosto 1929 – Los Angeles, 11 maggio 2021) è stato uno stuntman, regista e attore statunitense.
La sua carriera è molto legata a Clint Eastwood, con il quale lavora in diverse pellicole, e che dirige nei suoi 3 film.

## Filmografia parziale

### Attore
- L'avventuriero di Burma (Escape to Burma), regia di Allan Dwan (1955)
- La notte brava del soldato Jonathan (The Beguiled), regia di Don Siegel (1971)
- Lo straniero senza nome (High Plains Drifter), regia di Clint Eastwood (1973)
- Stringi i denti e vai! (Bite the Bullet), regia di Richard Brooks (1975)
- Il cavaliere pallido (Pale Rider), regia di Clint Eastwood (1985)
- Un poliziotto in blue jeans (Shakedown), regia di James Glickenhaus (1988)

### Regista
- Fai come ti pare (Any Which Way You Can) (1980)
- Scommessa con la morte (The Dead Pool) (1988)
- Pink Cadillac (1989)